# El babysitter
El babysitter es una película cómica chilena dirigida por Gonzalo y Sebastián Badilla. Fue protagonizada por Sebastián Badilla, Denise Rosenthal, Javiera Acevedo y Martín Cárcamo, con participaciones de Constanza Piccoli y Fernanda Hansen. Fue producida por Bufonada Producciones y su estreno en Chile fue el 24 de enero de 2013.

## Sinopsis
Emilio Ortiz (Sebastián Badilla) es un adolescente que se dedica a animar cumpleaños durante un verano en compañía de su mejor amiga "Berna" (Denise Rosenthal). Juntos realizan esta apacible labor, la cual se verá revolucionada con la llegada al barrio de la exuberante Sol (Javiera Acevedo), una chica que trabaja cuidando a sus primos pequeños a la casa de sus tíos. Emilio verá en esto la oportunidad para acercarse a quien parece ser la ideal y perfecta chica de sus sueños, transformándose en el niñero de sus vecinos y comenzando así una serie de curiosos acontecimientos. De lo único que aún no se ha percatado es que a veces el amor está más cerca de lo que él cree.

## Reparto
- Sebastián Badilla - Emilio Ortíz
- Denise Rosenthal - Berna Castro
- Javiera Acevedo - Sol
- Pablo Zúñiga - Rai
- Iván Guerrero - Churro
- Alejandra Fosalba - Bernarda De Castro
- Martín Cárcamo - Skandar
- Fernanda Hansen - Marcela
- Marta Méndez - Abuela Ortíz
- Felipe Izquierdo - Braulio
- Fernando Larraín - César
- Javiera Contador - Patricia
- Nicolás Larraín - Padre de Sol
- Patricio Torres - Domingo
- Pablo Illanes - Jean Pierre
- Constanza Piccoli - Natasha
- Fernando Godoy - Hijo del jardinero
- Pablo Zamora - Enfermero
- Kurt Carrera - Enfermero
- Felipe Avello - Vendedor
- Mariú Martínez - Enfermera
- Carolina Morales - Sofía

## Curiosidades
- Los periodistas Fernanda Hansen, Pablo Zúñiga y Felipe Avello, el animador Martín Cárcamo y los ex CQC, Iván Guerrero y Nicolás Larraín debutan en esta película.
- La cantante Denise Rosenthal (Berna Castro en la película) canta el tema central de esta película, Uno en un millón.